# Trastorno de somatización
El trastorno de somatización (llamado antiguamente "histeria crónica" o "síndrome de Briquet") es un diagnóstico psiquiátrico aplicado a pacientes quienes se quejan crónica y persistentemente de varios síntomas físicos que no tienen un origen físico identificable. Una explicación etiológica común es que conflictos psicológicos internos son expresados como signos físicos. Los pacientes con desorden de somatización por lo general visitarán muchos doctores intentando obtener el tratamiento que imaginan necesitar.

## Criterios principales
El desorden de somatización es un trastorno somatoforme. El DSM-IV establece los siguientes cinco criterios para este trastorno:
- Una historia de síntomas somáticos antes de la edad de 30 años;
- Dolor en al menos cuatro partes del cuerpo diferentes;
- Dos problemas gastrointestinales, que no sean dolor, como por ejemplo vómito o diarrea;
- Un síntoma sexual, tal como falta de interés o disfunción eréctil.

Tales síntomas no pueden relacionarse a condición médica alguna. No todos los síntomas pueden ocurrir en el curso del trastorno. Si una condición médica está presente, entonces los síntomas deben ser lo suficientemente severos como para justificar un diagnóstico separado. Una misma queja no pueden ser contabilizados como dos síntomas (ejemplo: si un paciente se queja de dolor al tener relaciones, no puede considerarse como un síntoma de dolor y un síntoma sexual por separado). Finalmente, los síntomas no pueden ser simulados para ganar atención u otra clase de ganancia por enfermedad, y no pueden ser inducidos deliberadamente.

## Conciencia somática
Proceso mediante el cual una persona percibe, interpreta y actúa sobre la información proveniente de su propio cuerpo, ha agrupado el ámbito de estudios que abarcan el campo de referencia a la percepción de las señales internas (Cioffi, 1991).